# Гарбуз, Леонид Стефанович
Леонид Стефанович Гарбуз (18 марта 1918—1998) — советский и российский военный деятель и педагог, генерал-майор (1961). Руководитель ракетной группировки Группы советских войск на Кубе во время секретной операции «Анадырь» в период Карибского кризиса (1962). Заместитель начальника Военной академии имени Ф. Э. Дзержинского (1971—1975).

## Биография
Родился 18 марта 1918 года в Ялте.
С 1937 года призван в ряды РККА и направлен во 2-е Киевское артиллерийское училище. С 1939 по 1941 год находился в составе этого училища на должности курсового офицера.
С 1941 по 1945 год участник Великой Отечественной войны: с 1941 по 1943 год — командир батареи и дивизиона 1102-го пушечного артиллерийского полка РВГК. С 1943 по 1944 год — заместитель командира 229-го гвардейского легко-артиллерийского полка по строевой части в составе 9-й артиллерийской дивизии РВГК. С 1944 года — командир 456-го легко-
артиллерийского полка РВГК в составе 26-й легко-артиллерийской бригады РВГК
9-го гвардейского механизированного корпуса. С 1944 по 1945 год — начальник штаба 26-й легко-артиллерийской бригады в составе 9-й артиллерийской
дивизии прорыва РВГК. Воевал в Центральном, Донском, Юго-Западном и 3-м Украинском фронтах.
С 1945 по 1948 год служил в частях Ракетных войск и артиллерии СССР на различных командно-штабных должностях. С 1948 по 1952 год обучался в Военной академии имени Ф. Э. Дзержинского. С 1952 по 1954 год — заместитель командира 90-й инженерной бригады РВГК, в составе частей бригады входили ракетные
комплексы с жидкостной одноступенчатой баллистической ракетой средней дальности «Р-2». С 1954 по 1958 год — командир 85-й инженерной бригады РВГК в составе Государственного центрального полигона Министерства Вооружённых Сил Союза ССР, в состав частей бригады входили ракетные комплексы с баллистической ракетой средней дальности «Р-5», под его руководством проводились испытания, обеспечение и ввод в эксплуатацию жидкостной одноступенчатой баллистической ракеты средней дальности «Р-12».
С 1958 по 1960 год обучался в Военной ордена Ленина Краснознамённой ордена Суворова академии Генерального штаба Вооружённых Сил СССР имени К. Е. Ворошилова
С 1960 по 1961 год — начальник командного факультета Ростовского высшего артиллерийского инженерного училища. В 1961 году Постановлением СМ СССР ему было присвоено воинское звание генерал-майор. С 1961 по 1962 год — заместитель командующего 43-й ракетной армии по боевой подготовке, руководил обеспечением пусков межконтинентальных баллистических
ракет «Р-12» и «Р-14» снабжённых ядерной головной частью, являлся членом Государственной комиссии по отработке подвижного грунтового ракетного комплекса стратегического назначения с твердотопливной межконтинентальной баллистической ракетой «Темп-2С».
С 1962 по 1963 год — заместитель командующего Группы советских войск на Кубе по боевой
подготовке, в ходе секретной операции «Анадырь» в период Карибского кризиса являлся руководителем ракетной группировки ГСВК. В 1963 году за участие в этой операции был награждён Орденом Ленина. С 1963 по 1971 год — заместитель начальника боевой подготовки Главного штаба РВСН СССР. С 1971 по 1975 год — заместитель начальника Военной академии имени Ф. Э. Дзержинского.
С 1975 года в запасе.
Скончался 16 июля 1998 года в Балашихе Московской области.

## Награды
- Орден Ленина (1.10.1963 — «За образцовое выполнение специального задания Правительства СССР (за участие в операции „Анадырь“)»)
- Орден Красного Знамени (30.04.1945)
- Орден Александра Невского (14.06.1944)
- три Орден Отечественной войны I степени (1942, 1944, 1985)
- Орден Трудового Красного Знамени
- Орден Красной Звезды (1943)
- Орден «За службу Родине в Вооружённых Силах СССР» III степени
- Медаль «За боевые заслуги»
- Медаль «За оборону Сталинграда»
- Медаль «За взятие Будапешта»
- Медаль «За взятие Вены»
- Медаль «За победу над Германией в Великой Отечественной войне 1941—1945 гг.»[1][2][3][4]